# Le Poujol-sur-Orb
Le Poujol-sur-Orb ist eine französische Gemeinde mit 944 Einwohnern (Stand 1. Januar 2022) im Département Hérault in der Region Okzitanien. Sie gehört zum Arrondissement Béziers und zum Kanton Clermont-l’Hérault. Bis 1921 hieß der Ort nur Le Poujol.

## Geographie
Le Poujol-sur-Orb liegt im Regionalen Naturpark Haut-Languedoc auf einer Höhe zwischen 162 und 380 m über dem Meeresspiegel am Fuß des Mont Caroux im Tal des Orb. Das Gemeindegebiet umfasst 4,58 km².

## Verkehr
Le Poujol-sur-Orb wird erschlossen durch die Départementstraße D908 und eine Bahnlinie. Kleine Nebenstraßen führen von hier aus in die Orte Le Vernet und Combes. Südlich des Ortes befindet sich über dem Fluss noch ein Campingplatz.

## Bevölkerungsentwicklung
Die größte Bevölkerungszahl erreichte Le Poujol-sur-Orb im frühen 19. Jahrhundert mit über 1300 Einwohnern. 2005 wurde erstmals nach 1936 wieder eine Bevölkerungszahl von über 1000 Einwohnern erreicht.

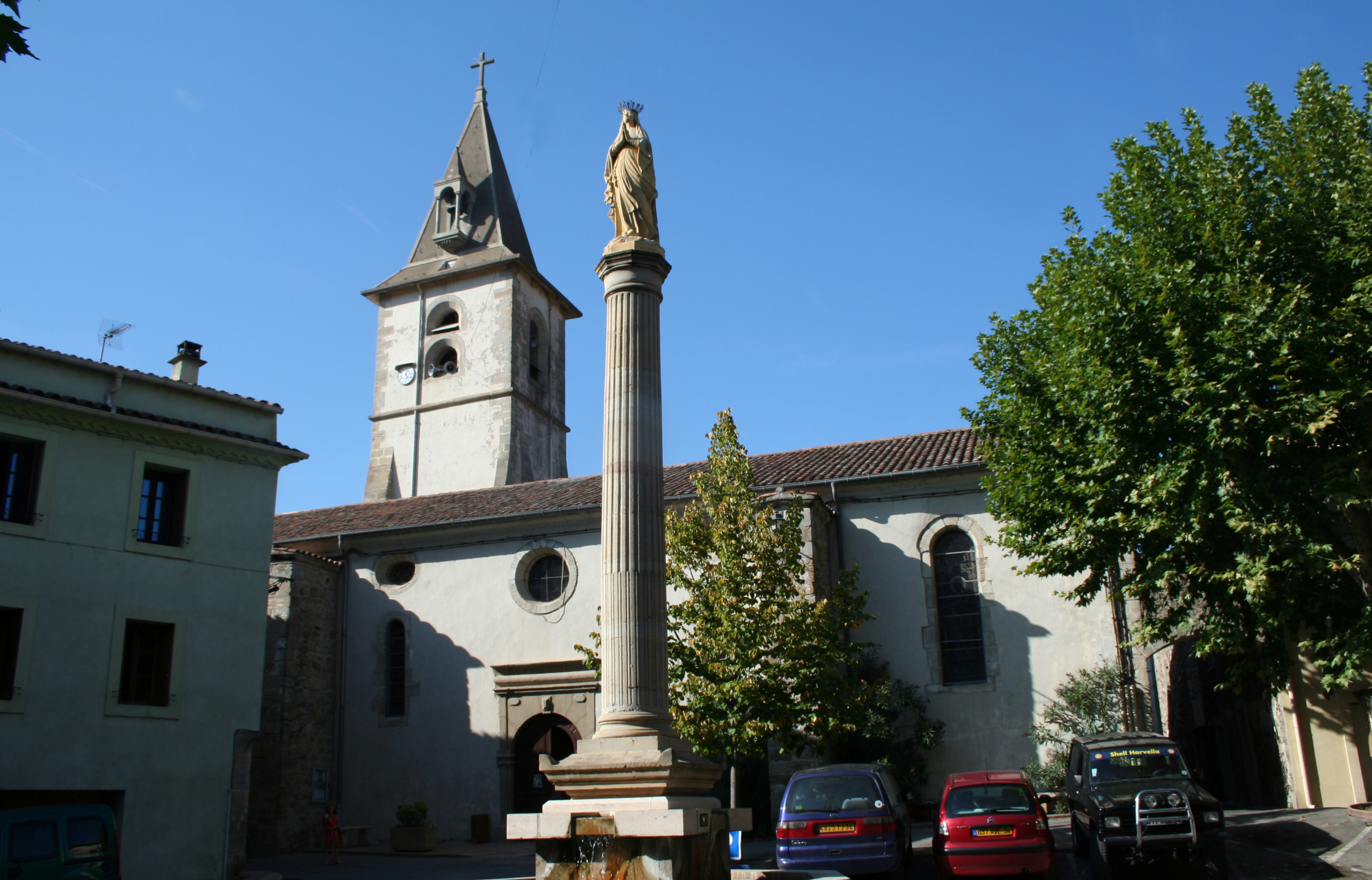
Kirche St. Johannes der Evangelist

| Jahr      | 1962 | 1968 | 1975 | 1982 | 1990 | 1999 | 2006 | 2018 |
| --------- | ---- | ---- | ---- | ---- | ---- | ---- | ---- | ---- |
| Einwohner | 867  | 876  | 826  | 825  | 905  | 898  | 1034 | 1045 |